# Arenaria rohrbachiana
Arenaria rohrbachiana là loài thực vật có hoa thuộc họ Cẩm chướng. Loài này được Garcke mô tả khoa học đầu tiên năm 1872.